# Hiromitsu Isogai
Hiromitsu Isogai (jap. 礒貝洋光 Isogai Hiromitsu; ur. 19 kwietnia 1969 w Prefekturze Kumamoto) – były japoński piłkarz, reprezentant kraju grający na pozycji pomocnika.

## Kariera klubowa
Hiromitsu Isogai zawodową karierę piłkarską rozpoczął w 1992 roku w klubie Gamba Osaka. W latach 1996–1998 był zawodnikiem klubu Urawa Red Diamonds. W J. League rozegrał 135 meczów, w których strzelił 29 bramek.

## Kariera reprezentacyjna
Isogai występował w reprezentacji Japonii. W 1995 roku uczestniczył w drugiej edycji Pucharu Konfederacji. Na turnieju w Arabii Saudyjskiej wystąpił w obu przegranych meczach grupowych z Nigerią i Argentyną. Były to jedyne mecze w reprezentacji.

## Statystyki
| Reprezentacja Japonii | Reprezentacja Japonii | Reprezentacja Japonii |
| Rok                   | Mecze                 | Gole                  |
| --------------------- | --------------------- | --------------------- |
| 1995                  | 2                     | 0                     |
| Razem                 | 2                     | 0                     |